# Extensão de perna

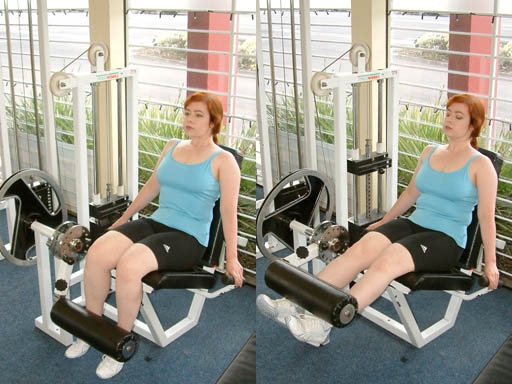
O exercício de extensão de perna sendo realizado com aparelho específico.

Extensão de perna, também chamado de extensão de joelhos é um exercício de treinamento com pesos para os quadríceps.